# Archiv des Landeswohlfahrtsverbandes Hessen
Das Archiv des Landeswohlfahrtsverbandes Hessen (LWV-Archiv) verwahrt das Schriftgut des in Kassel ansässigen  Landeswohlfahrtsverbandes (LWV), seiner Vorgängerverbände und Einrichtungen. Es wurde im Jahr 1986 eingerichtet und hat die Aufgabe, historisch und rechtlich bedeutsames Schriftgut von den Dienststellen und Einrichtungen des LWV sowie der  Vitos gGmbH zu übernehmen, zu erschließen und der Öffentlichkeit zur Verfügung zu stellen. Leiter des Archivs ist seit 2017 Dominik Motz.

## Geschichte
In den 1980er Jahren entschloss sich der Landeswohlfahrtsverband, ein eigenständiges öffentliches Archiv einzurichten. Auslöser war eine Initiative des  Landesdirektors  Tilman Pünder. Pünder, der sich  um den Erhalt und die Pflege des historischen Erbes des LWV verdient gemacht hat, war durch zwei Ereignisse auf den Wert der Überlieferung des Landeswohlfahrtsverbandes aufmerksam geworden: dem 450-jährigen Jubiläum der Hohen Hospitäler Haina und Merxhausen (heute Vitos Haina und Vitos Kurhessen) sowie der öffentlichen Diskussion um die Aufarbeitung der nationalsozialistischen "Euthanasie"-Verbrechen in der ehemaligen NS-Tötungsanstalt Hadamar (heute Vitos Hadamar). In beiden Fällen war deutlich geworden, dass reichhaltige Archivbestände in den LWV-Einrichtungen vor Ort lagerten, dass aber deren Sicherung und Erschließung für die wissenschaftliche Forschung unzureichend war. Aus diesem Grund wurde 1985 beim Landeswohlfahrtsverband die Planstelle eines wissenschaftlich ausgebildeten Archivars mit Staatsexamen an der Archivschule Marburg geschaffen. Zum 1. April 1986 konnte diese Stelle mit  Christina Vanja besetzt werden. In der Folgezeit baute  Vanja systematisch das Archiv des Landeswohlfahrtsverbandes auf. Ihrem Engagement ist es zu verdanken, dass sich das LWV-Archiv zu einem Facharchiv zur Geschichte der sozialen Fürsorge von der Reformation bis in das späte 20. Jahrhundert entwickelt hat. Heute ist das Archiv des Landeswohlfahrtsverbandes Teil der Hauptverwaltung des LWV in Kassel. Es bildet zusammen mit der  Gedenkstätte Hadamar den Fachbereich Archiv, Gedenkstätten, Historische Sammlungen.

## Bestände
Das LWV-Archiv hat  einen Umfang von 6.000 lfd. Metern Akten. Hinzu kommen fast 20.000 Fotografien, über 4.000 Karten und Pläne sowie eine Fachbibliothek mit 20.000 Bänden. Die Unterlagen gehen bis in das frühe 16. Jahrhundert zurück und reichen bis in die Moderne. Thematisch steht die  Geschichte der Sozialfürsorge im Zentrum der Überlieferung. Schwerpunkte bilden:
- Bestände zu den ersten überregionalen hessischen Versorgungseinrichtungen für körperlich oder geistig beeinträchtigte sowie arme, alte und kranke Menschen (den Hohen Hospitälern Haina, Merxhausen, Gronau und Riedstadt),

- Bestände zu den nationalsozialistischen „Euthanasie“-Verbrechen. Hierzu zählen etwa die 4.000 Patientenakten der ehemaligen NS-Tötungsanstalt Hadamar aus der Zeit von 1942 bis 1945 sowie die Sach-, Personal- und Einzelfallaktenüberlieferung weiterer hessischer und nassauischer Landesheilanstalten wie Herborn, Weilmünster, Eichberg, Gießen, Idstein (Kalmenhof), Heppenheim und Marburg,

- Unterlagen zur Geschichte der Jugendheime und der Erziehungshilfe in den 1950er und 1960er Jahren sowie zur Geschichte der Heimkampagne,[3]
- Unterlagen zum Konzentrations- (1933–1934) und Arbeitserziehungslager Breitenau (1940–1945) bei Kassel,[4]
- Bestände zu den in Trägerschaft des Landeswohlfahrtsverbandes befindlichen Schulen für Hörgeschädigte und Sehbehinderte (wie die Hermann-Schafft-Schule in Homberg[5] oder die Freiherr-von-Schütz-Schule in Bad Camberg[6]).

Seit 2018 sind die Bestände über das Archivinformationssystem "Arcinsys Hessen" online durchsuchbar. Zurzeit (Stand 03/2020) stehen rund 154.000 Datensätze aus 130 Beständen online zur Recherche bereit. Unterteilt sind die Bestände in verschiedene Teilgruppen, wie Sachakten (B), Personalakten (P), Einzelfallakten (K), Fotografien (F) und Dienstbibliotheken (D).

## Standorte
Neben dem Hauptstandort Kassel verfügt das Archiv des Landeswohlfahrtsverbandes über drei Außenstellen. An den Standorten  Hadamar (Gedenkstätte), Haina (Psychiatriemuseum) und Riedstadt (Psychiatriemuseum) ist es für die archivfachliche Betreuung der dort lagernden Unterlagen zuständig.

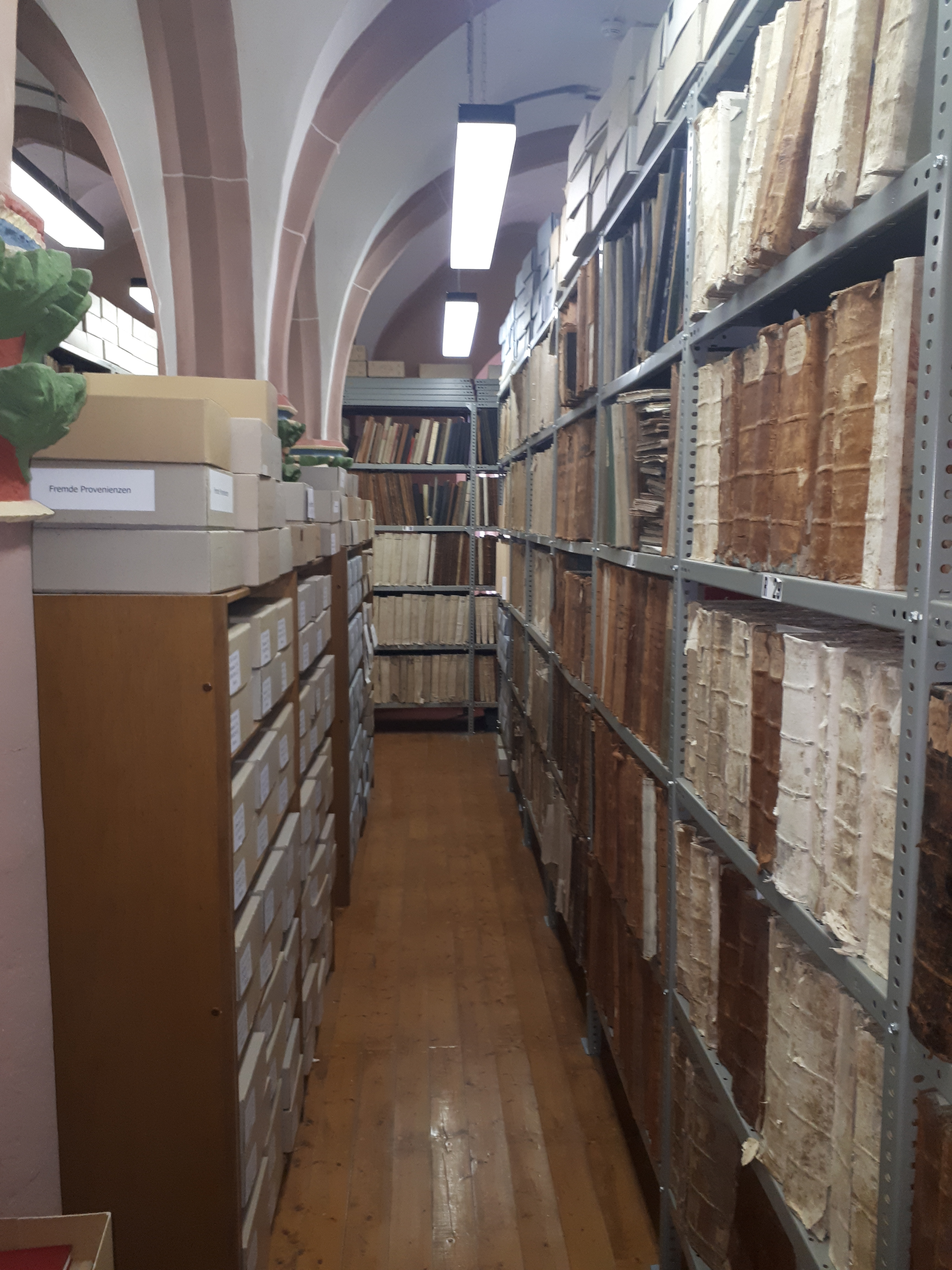
Außenstelle des LWV-Archivs in Haina